# Consonante retroflessa
In fonetica articolatoria, una consonante retroflessa o cacuminale o cacuminata o cerebrale è una consonante classificata secondo il proprio luogo di articolazione. Essa viene articolata alzando e flettendo la punta della lingua all'indietro, fino a toccare il palato anteriore subito dietro gli alveoli.

## Lista delle consonanti retroflesse
A seconda del loro modo di articolazione, si distinguono consonanti occlusive, nasali, monovibranti, fricative, laterali e approssimanti.
L'alfabeto fonetico internazionale elenca le seguenti consonanti retroflesse:
- [ɳ] Nasale retroflessa
- [ʈ] Occlusiva retroflessa sorda
- [ɖ] Occlusiva retroflessa sonora
- [ʂ] Fricativa retroflessa sorda
- [ʐ] Fricativa retroflessa sonora
- [ɻ] Approssimante retroflessa
- [ɻ̊] Approssimante retroflessa sorda
- [ɽ͡r] Vibrante retroflessa
- [ɽ] Monovibrante retroflessa
- [ɽ̊] Monovibrante retroflessa sorda
- [ɭ] Approssimante laterale retroflessa
- [ɭ˔̊] Laterale fricativa retroflessa sorda (non in IPA)
- [ɺ̢] Monovibrante retroflessa laterale (non in IPA)
- [ʈʂ] Affricata retroflessa sorda
- [ɖʐ] Affricata retroflessa sonora
- [ᶑ] Implosiva retroflessa sonora
- [ʈʼ] Eiettiva retroflessa
- [ʈʂʼ] Eiettiva retroflessa affricata
- [‼] Clic centrale retroflesso

Si noti che i simboli delle consonanti retroflesse sono ricavati da quelli delle corrispondenti alveolari con l'aggiunta di una "coda".

### Le retroflesse in italiano
Le consonanti retroflesse, in italiano, non hanno rilevanza fonologica, vale a dire che non sono portatrici di un significato che si possa opporre a un'altra consonante: esse sono usate unicamente come varianti libere (allofoni) delle corrispondenti alveolari in diverse lingue del sud Italia, come nel siciliano, calabrese, sardo e salentino. Così vanno ad esempio pronunciati i nessi <tr>, <str>, <dd> o <ll> nel siciliano trenu, strata, idda o nel sardo nudda (rispettivamente [ˈʈɽɛːnʊ], [ˈʂːaːta], [ˈiɖːa] o [ˈiɖːʐa] e [ˈnuɖːa], cfr. Sorianello & Mancuso, 1998, Romano, 2008).